# Pigasus Award
Pour les articles homonymes, voir Award.
Le Pigasus Award et le nom donné à une récompense annuelle de type tongue-in-cheek présenté par le sceptique James Randi. La récompense cherche à exposer les fraudes parapsychologiques, paranormale ou psychique que Randi a noté l'année précédente. Les annonces ont lieu le 1er avril.

## Histoire
La récompense était originellement appelée le trophée Uri, puis le Uri Geller, dans l'appendice du livre de Randi Flim-Flam!. En 1982, l'édition liste les récipiendaires de 1979, 1980 et 1981. Dans son livre, Randi dit :
« Le trophée consiste en une cuillère en acier inoxydable pliée dans une courbe plaisante (paranormalement, bien sûr) et soutenue par une base en plastique. Notez que la base est mince et plutôt transparente. Je suis personnellement responsable de la nomination des candidats. Les enveloppes scellées sont lues par moi alors que je porte un bandeau sur les yeux, lors de la cérémonie d'annonce officielle, le 1er avril. Toutes les revendications sans fondements sont rationalisées de façon parapsychologique approuvée, et les résultats sont publiés immédiatement sans être vérifié d'une quelconque façon. Les gagnants sont notifiés télépathiquement et sont autorisés à prédire leur victoire à l'avance. »

## Sources